# Harlow Rothert
Harlow Phelps Rothert (ur. 1 kwietnia 1908 w Carthage, zm. 13 sierpnia 1997 w Menlo Park) – amerykański lekkoatleta, specjalista pchnięcia kulą, wicemistrz olimpijski z 1932.

## Kariera sportowa
W wieku 20 lat wystąpił na igrzyskach olimpijskich w 1928 w Amsterdamie, gdzie zajął 7. miejsce w eliminacjach pchnięcia kulą (do finału kwalifikowało się sześciu najlepszych miotaczy). Cztery lata później na igrzyskach olimpijskich w 1932 w Los Angeles zdobył srebrny medal w tej konkurencji, za swym rodakiem Leo Sextonem.
Był akademickim mistrzem Stanów Zjednoczonych (NCAA) w pchnięciu kulą w latach 1928-1930. Jego rekord życiowy wynosił 15,88 m.
Ukończył studia prawnicze na Stanford University w 1937 i praktykował jako prawnik. W wieku 88 lat był uczestnikiem sztafety ze zniczem olimpijskim przed igrzyskami olimpijskimi w 1996 w Atlancie.